# 涅羅湖
涅羅湖是俄羅斯的淡水湖，位於雅羅斯拉夫爾州，長13公里、闊8公里，面積51.7平方公里，平均深度1.3米，最大深度3.6米，湖中有2個島嶼，湖畔城鎮有羅斯托夫。